# S. C. Johnson
Ne doit pas être confondu avec Johnson & Johnson ou Johnson Controls.
Pour les articles homonymes, voir Johnson.
S. C. Johnson & Son, Inc. (communément appelée S. C. Johnson), anciennement S. C. Johnson Wax (et avant, Johnson Wax), est une multinationale américaine de la chimie, présente dans la fabrication et la distribution de produits ménagers, mais également pharmaceutiques.

## Historique
En 1886, Samuel Curtis Johnson crée à Racine (Wisconsin) une entreprise de lustrage de parquets qui se diversifie ensuite en commercialisant des produits d'entretien des sols.
En 1956 est lancée la marque de désodorisants Glade, nommée Brise en France, Allemagne et Pays-Bas.
S.C. Johnson lance dans les années 1970 et 1980 plusieurs marques à succès : le bain moussant Tahiti en 1973, le gel douche Tahiti en 1974, Pouss'Mousse en 1979 et Canard-WC en 1987.
En 1992, le groupe rachète à Bristol-Myers le groupe Drackett, propriétaire de marques comme Mr Muscle, Windex, Behold, Endust, Renuzit (marques principalement commercialisées sur le continent nord américain)[réf. nécessaire].
En 1993, les marques Tahiti et Pouss'Mousse sont vendues à la société Colgate-Palmolive,.
En 2003, la marque Baygon est achetée à Bayer.
En 2011, S. C. Johnson achète la marque de produits pour chaussures Kiwi auprès de Sara Lee, et annonce se porter acquéreur de ses marques Pyrel et Catch. Cependant, l'offre est retirée avant la réponse de la commission européenne, S.C. Johnson craignant de se voir notifier un refus pour cause de position dominante. Seul Pyrel est finalement racheté.
En 2017, l'entreprise rachète Ecover, fabricant de produits ménagers écologiques commercialisés sous les marques Ecover et Method.

## Marques

### Actuelles
- Baygon, Raid, Pyrel : insecticides
- Off, Autan : répulsifs anti-insectes et insecticides à usage pharmaceutique
- Kiwi : cirages et imperméabilisants
- Canard-WC : produits d'entretien
- Oust, Glade by Brise : désodorisants
- Pliz, Fée du Logis : nettoyants pour meubles
- Sols Plus, Klir : produits d'entretien des sols.

### Anciennes marques
- K2r : soin du linge, commercialisé par SC Johnson mais appartenant à Eau écarlate, revendu à Henkel en 2014.
- Tahiti, Pousse Mousse : savons, revendus en 1993 à Colgate-Palmolive.
- Terra : détergents, revendu à Henkel.
- Lavax : produit d'entretien des sols.

## Gouvernance d'entreprise
SC Johnson est présentée comme une entreprise familiale. En 2016, 7 des descendants Johnson qui possèdent la totalité de l'entreprise sont milliardaires.